# Attila (film)
Attila is een historische spektakelfilm uit 1954, met Anthony Quinn in de titelrol. Het is een Frans-Italiaanse coproductie, met als producenten Carlo Ponti en Dino De Laurentiis. 

## Verhaal
De film verhaalt de veldtocht van Attila de Hun, bijgenaamd Gesel Gods, tegen het Romeinse Rijk, geregeerd door de zwakzinnige keizer Valentinianus III die in Ravenna resideert. De Romeinse gezant Aetius bezoekt het kamp van Attila om een pact te sluiten met Attila's vredelievende broer Bleda. Dat past echter niet in de plannen van de machtshongerige Attila. Hij doodt zijn broer en trekt met zijn leger op naar Rome. Honoria, de zuster van de keizer, tracht met gebruik van haar charmes een verbond te sluiten met Attila, met als doel haar gehate stiefbroer van de troon te stoten. Maar Attila trekt verder ten strijde en in de volgende veldslag komen Honoria en Aetius aan hun eind. Enkel paus Leo de Grote kan Attila tegenhouden door een mirakel dat de macht van het christendom toont; de film eindigt met een reusachtig kruis dat aan de hemel staat, waarop Attila Rome ongemoeid laat en terugkeert naar de Alpen.

## Rolverdeling
| Acteur             | Personage            | Beschrijving                 |
| ------------------ | -------------------- | ---------------------------- |
| Anthony Quinn      | Attila               |                              |
| Sophia Loren       | Honoria              | zuster van de keizer         |
| Henri Vidal        | Aetius               | Romeins generaal             |
| Irene Papas        | Grune                | echtgenote van Attila        |
| Colette Régis      | Galla Placidia       | moeder van de keizer         |
| Ettore Manni       | Bleda                | broer van Attila             |
| Christian Marquand | Ezio                 | Hunnenaanvoerder             |
| Claude Laydu       | Keizer Valentinianus |                              |
| Eduardo Ciannelli  | Onegesius            | vermeld als Eduardo Cianelli |
| Marco Guglielmi    | Kadis                |                              |
| Guido Celano       | Stamhoofd            |                              |
| Mimmo Palmara      | Lottatore            |                              |
| Mario Feliciani    | Ippolito             |                              |
| Georges Bréhat     | Prisco               |                              |
| Aldo Pini          | Dominicus            |                              |
| ?                  | Bleda (II)           | zoontje van Attila           |
| ?                  | Paus Leo I           |                              |